# やくざ非情史 刑務所兄弟
『やくざ非情史 刑務所兄弟』（やくざひじょうし むしょきょうだい）1969年7月26日に公開された日本の映画である。監督は松尾昭典。主演・原案は安藤昇。創映プロ製作。日活配給。やくざ非情史シリーズ第1弾。

## 概要
安藤の原案を脚色した現代任侠アクションであり、安藤初の日活作品である。

## キャスト
- 岩本直治：安藤昇
- 麻生誠：長門裕之
- 岩本由紀子：本間千代子
- 松原二郎：川地民夫
- 飯沢卯二郎：大坂志郎
- 麻生勝市：夏川大二郎
- 高城正蔵：安部徹
- 滝田：近藤宏
- 麻生加代子：町田祥子
- 人斬り秀：丹羽又三郎
- 古河：玉川伊佐男
- ロク：杉山俊夫
- 飯沢美津：原恵子
- 元黒川組組員：市村博
- 親分：久松洪介
- 鶴賀：河野弘
- 高城組組員：沢美鶴、熱海弘到
- 飯沢組組員：水川国也、織田俊彦
- スナックの大家：伊丹慶治
- 黒川：晴海勇三
- サブ：有村道宏
- 貸付者：池沢竜、高山千草
- バスの車掌：大谷木洋子
- 看護婦：宮沢尚子
- 高城組組員：榊功
- 婦人服店店主：山岡正義
- 貸付け者：市原久
- 飯沢組組員：荒井岩衛
- 雀荘の若者：田代民夫
- 飯沢組組員：久坂竜馬、谷口芳昭
- 雀荘の若者：高須徹
- 高城組組員：小島克己
- 技斗：渡井嘉久雄
- 梅沢政三郎：丹波哲郎(特別出演)

## スタッフ
- 監督：松尾昭典
- 脚本：中西隆三
- 制作：篠ノ井公平
- 企画：小市通雄、小島初雄
- 原案：安藤昇
- 音楽：鏑木創
- 録音所：目黒スタジオ

## 併映作品
『広域暴力 流血の縄張』

## 映像ソフト
- 1994年4月28日に日活からビデオソフト（VHS）化されたが廃盤、現在はDVD化はされてない。